# Doutor Coffee
Doutor Coffee Co., Ltd. (jap. 株式会社ドトールコーヒー) – japońska firma zajmująca się handlem detalicznym, która importuje, pali i sprzedaje kawę, a także prowadzi sieć kawiarni i działalność franczyzową. Firma została założona przez Hiromichi Toribę (鳥羽博道).
Mottem firmy jest „zapewnienie ludziom komfortu i witalności przy filiżance dobrej kawy”.

## Historia
Firma Doutor Coffee Co., Ltd. została założona w Minato w Tokio w kwietniu 1962 roku i zajmowała się paleniem kawy.
18 kwietnia 1980 roku w Harajuku otwarto pierwszą w Japonii kawiarnię w europejskim stylu. Lokal zajmował powierzchnię zaledwie 9 metrów kwadratowych. Pomimo niewielkich rozmiarów i lokalnej konkurencji, kawiarnia Doutor Coffee odniosła sukces i rozrosła się do firmy, jaką jest obecnie.
Wraz z rozwojem firmy, Doutor Coffee otworzyła własną plantację w regionie Kona na wyspie Big Island na Hawajach w 1991 roku, a następnie drugą w 1995 roku.
W 1999 roku firma otworzyła sieć kawiarni w europejskim stylu Excelsior Caffé.